# Rachicerus hainanensis
Rachicerus hainanensis är en tvåvingeart som beskrevs av Yang 2002. Rachicerus hainanensis ingår i släktet Rachicerus och familjen vedflugor. Inga underarter finns listade i Catalogue of Life.